# Cabeza guateada
Cabeza guateada, cabeza guatiada o simplemente guatia es una preparación gastronómica típica del Paraguay y Nordeste argentino. La palabra guatiar o guatear alude a la cabeza de la vaca, preparada con sal y condimentos, cocinada al horno de barro o enterrada, previamente descuerada. De este tipo de preparaciones una de las más frecuentes es la que se hace con una cabeza de res (por ejemplo una cabeza de vaca).
La preparación más sencilla es aquella en la cual basta lavar y escurrir la cabeza del animal y luego sepultarla en un foso entre brasas ardientes recubriendo todo con tierra. Algo más compleja es la preparación en la cual, tras lavar y hacer escurrir el agua de la cabeza, ésta es adobada o aliñada con ajo picado, orégano, sal (a gusto), ají molido; tras el adobado la cabeza es envuelta en una tela húmeda (preferentemente lona de arpillera mojada en agua) y así se introduce en un hoyo practicado en el suelo de tierra o de arena, en éste se ponen brasas encendidas y sobre las mismas unas latas, sobre tales latas la cabeza, sobre la cabeza otra lata y encima más brasas, tras todo esto el hoyo es tapado con barro y cenizas dejando cocinar la cabeza unas doce horas.
Una versión posterior suplanta al hoyo por el horno de barro (el típico horno campestre argentino, de adobe con forma de domo), cuando se utiliza este horno lo que se hace es desparramar en su interior brasas ardientes, luego se introduce la cabeza a "guatear" e inmediatamente tras esto se tapan los orificios del horno (que suelen ser dos), dejando cocinar la/s cabeza/s entre doce a catorce horas.